# Вілішур
Вілішу́р (рос. Вилишур) — річка в Удмуртії (Краногорський та Ігринський райони), Росія, права притока Кільмезі.
Річка починається за 2 км на південний захід від села Сюрзане Красногорського району. Протікає зигзагом — спочатку на південний захід, потім південний схід, нижня течія знову спрямована на південний захід. Гирло річки знаходиться вже на території Ігринського району. Впадає до Кільмезі вище села Малягурт. Річка протікає повністю через лісові масиви, приймає декілька дрібних приток.